# André Hoffmann (homme d'affaires)
Pour les articles homonymes, voir André Hoffmann et Hoffmann.
 (mars 2020).
André Hoffmann (né le 31 mai 1958) est un homme d'affaires suisse. Il est l'arrière-petit-fils de Fritz Hoffmann-La Roche et membre du conseil d'administration de la firme pharmaceutique créée par son arrière-grand-père.

## Biographie

### Famille
André Hoffmann est le fils de Lukas Hoffmann et a deux sœurs, Vera Michalski et Maja Hoffmann. Il est marié à Rosalie Coombe-Tennant (devenue Rosalie Hoffmann) ; ils ont une fille et deux fils.
Il est le porte-parole représentant la famille Hoffmann-Oeri qui est l'actionnaire majoritaire de l’entreprise pharmaceutique suisse Hoffmann-La Roche,. En 2019, le magazine Bilan estime la fortune de la famille Hoffmann-Oeri à 28 milliards de francs suisses.

### Engagement
André Hoffman a aussi été vice-président du Fonds mondial pour la nature (WWF) pendant dix ans (jusqu'en 2018). Il tient un discours engagé contre la maximisation des profits à court terme et pour des réformes du système capitaliste.
Il est membre du conseil d'administration du Forum économique mondial.